# Johan Wikmanson
Johan Wikmanson (auch Johannes Wickman[s]son; * 28. Dezember 1753 in Stockholm; † 10. Januar 1800 ebenda) war ein schwedischer Komponist und einer der bedeutendsten Orgelspieler seiner Zeit.
Wickmannson, der bereits als Kind Klavierunterricht erhalten hatte, studierte zunächst Mathematik in Kopenhagen und nahm 1772 eine Beamtenstelle in Stockholm an. Er nahm dann Unterricht bei Abbé Vogler und Joseph Martin Kraus und wurde Organist an der Holländisch-Reformierten Kirche. Ab 1781 war er Organist an der Storkyrkan, ab 1797 unterrichtete er an der Königlichen Musikakademie. 
Er komponierte ein Menuetto allegro für Orchester, fünf, zum Teil Joseph Haydn gewidmete, Streichquartette, zwei Klaviersonaten, Sonatinen für die Zither, Solostücke für Cister oder Gitarre (Sonate för En Zittra Solo af Wikmanson, mit der Angabe „Guittare“ über dem ersten Satz) und Cello, zahlreiche Lieder (unter anderem auf Texte von Carl Michael Bellman und Anna Maria Lenngren) und eine Schauspielmusik.